# 幻想香人
『幻想香人』（げんそうかじん）は、ストーリー構成・津山冬（数話のみ）、作画・唐沢千晶による日本の漫画作品。
白泉社の『LaLa DX』にて2008年1月号より不定期に連載されていた。単行本は全2巻。
唐沢のオリジナル作品と津山が構成を手がけている作品がある。

## あらすじ
大正7年、刑事の兄が殉職し、身寄りを無くした偲（しのぶ）は、兄の親友である伯爵・匂宮家に書生として引き取られる。そして奇妙な事件に次々と巻き込まれていく。

## 登場人物
匂宮 香（におうのみや かおる）
元公家の由緒ある香道の家元にして伯爵。帝大卒。家業を生かした香水会社の社長でもある。妖艶さを漂わせる美貌の持ち主で、稀代の女たらしのため“大正の光源氏”とあだ名される。偲が女であることも匂いで気付いているが、必死に隠そうとしているため気付かない振りをしている。
通常の継承順位は末位だったが、先代である祖母から次期家元に指名されたため、そのことをよく思わない親族もいる。
千年の昔から「あの方」のために、国に害をなす者を“香り”で始末する裏家業をしており、仕事の後には必ず自分の仕業である証拠を現場に残していく。
春日 偲（かすが しのぶ）
匂宮家の書生。唯一の肉親で刑事だった兄・哲也が、自分の指を噛みちぎるという異様な状態で殉職した為、匂宮家に引き取られる。女に手の早い香の毒牙にかからないよう、哲也が偲のことを弟と偽って告げていたため、男として振舞っている。
アヤメ
匂宮家の女中。香と偲があらぬ仲にあると勘違いをしている。
影
普段は家令として匂宮家を表から守る。香の“影”として不穏な動きをする賊の動向などを調べるお庭番のようなもの。

## 書誌情報
- 津山冬・唐沢千晶 『幻想香人』 白泉社〈花とゆめコミックス〉、全2巻
  1. 2008年12月5日発売、ISBN 978-4-592-18498-0
  2. 2009年10月5日発売、ISBN 978-4-592-18499-7